# Johannes von Eben
Johannes Karl Louis Richard von Eben (Preussisch Mark, 24. veljače 1855. – Bauditten, 30. lipnja 1924.) je bio njemački general i vojni zapovjednik. Tijekom Prvog svjetskog rata zapovijedao je s više njemačkih korpusa, te 9. armijom i Armijskim odjelom A na Rumunjskom i Zapadnom bojištu.

## Vojna karijera
Johannes von Eben je rođen 24. veljače 1855. godine u Preussisch Marku (danas Przezmark u Poljskoj). Sin je Ferdinanda Ebena i Agnes Eben rođ. Nomod de Forideville. U prusku vojsku stupio je u travnju 1873. služeći u 76. pješačkoj pukovniji u Hamburgu. Od 1874. nalazi se na službi u streljačkoj bojnoj u Lübecku, dok od listopada 1878. pohađa šestomjesečni tečaj na vojnom vježbovnom institutu u Berlinu. U listopadu 1882. privremeno je otpušten iz vojne službe u koju se vratio listopadu 1883. ponovno služeći u 76. pješačkoj pukovniji. U travnju 1885. promaknut je u čin poručnika, dok od listopada 1886. pohađa Prusku vojnu akademiju. Po završetku iste, u lipnju 1889. vraća se na službu u 76. pješačku pukovniju. U ožujku 1890. unaprijeđen je u čin satnika, nakon čega od studenog 1892. služi u stožeru 12. pješačke divizije. Od prosinca 1894. nalazi se na službi u Glavnom stožeru, nakon čega je u rujnu 1895. promaknut u čin bojnika. U listopadu 1895. imenovan je na dužnost predavača u Pruskoj vojnoj akademiji koju dužnost obnaša idućih pet godina, do rujna 1900., kada je raspoređen na službu u 5. gardijsku pješačku pukovniju u Spandauu gdje zapovijeda bojnom.
U travnju 1902. postaje načelnikom stožera XVII. korpusa u Danzigu na kojoj dužnosti se nalazi do listopada 1903. kada je imenovan načelnikom odjela u Pruskom ministarstvu rata. U međuvremenu je, u travnju 1902., unaprijeđen u čin potpukovnika. U ožujku 1905. promaknut je u čin pukovnika, a te iste godine car Wilhelm dodjeljuje mu nasljedni plemićki naslov. U veljači 1907. postaje zapovjednikom 5. gardijske grenadirske pukovnije kojom zapovijeda do rujna 1908. kada je imenovan zapovjednikom 5. gardijske pješačke brigade sa sjedištem u Spandauu. U ožujku iduće, 1909. godine, unaprijeđen je u čin general bojnika, nakon čega u siječnju 1912. postaje zapovjednik 30. pješačke divizije smještene u Strasbourgu na čijem čelu dočekuje i početak Prvog svjetskog rata. U travnju 1912. promaknut je u čin general poručnika. 

## Prvi svjetski rat
Na početku Prvog svjetskog rata 30. pješačka divizija kojom je zapovijedao Eben bila je u sastavu njemačke 7. armije kojom je zapovijedao general Josias von Heeringen, te je Eben u kolovozu 1914. godine sudjelovao u borbama u Loreni. Krajem kolovoza Eben je promaknut u generala pješaštva, te mu je dodijeljeno zapovjedništvo nad X. pričuvnim korpusom na čijem čelu je zamijenio ranjenog Günthera von Kirchbacha. Zapovijedajući X. pričuvnim korpusom koji je bio u sastavu 2. armije generala Karla von Bülowa sudjelovao je i u Prvoj bitci na Marni u kojoj je držao položaje na lijevom krilu 2. armije.

U lipnju 1915. Eben dobiva zapovjedništvo nad I. korpusom na Istočnom bojištu zamijenivši generala Roberta Koscha. Navedenim korpusom zapovijedao je sve do lipnja 1917. godine, te je s istim sudjelovao u borbama na sjevernom dijelu Istočnog bojišta gdje je njegov korpus sudjelovao u zauzimanju tvrđave Ostrolenka (kolovoz 1915.), te okupaciji Vilniusa i Daugavpilsa (rujan 1915.). Tijekom Brusilovljeve ofenzive u lipnju 1916. imenovan je zapovjednikom novoformirane Armijske grupe Eben, te zajedno s austrougarskom 2. armijom sudjeluje u zaustavljanju ruskih snaga i sprječavanju da iste prodru dublje u Mađarsku. Za zapovijedanje tijekom Brusilovljeve ofenzive 7. listopada 1916. odlikovan je ordenom Pour le Mérite.
U lipnju 1917. Eben od Ericha von Falkenhayna preuzima zapovjedništvo nad 9. armijom koja se tada nalazila na Rumunjskom bojištu. Zapovijedajući navedenom armijom u ljeto 1917. sudjeluje u Bitci kod Marastija i Bitci kod Marasestija. Nakon Bukureštanskog mira, Eben se s 9. armijom vraća na Zapadno bojište gdje sudjeluje u Drugoj bitci na Marni. U kolovozu 1918. od Bruna von Mudre preuzima zapovjedništvo nad Armijskim odjelom A kojim zapovijeda sve do kraja rata.

## Poslije rata
Nakon primirja i završetka Prvog svjetskog rata Eben se u prosincu 1918. godine vraća na zapovjedništvo I. korpusa smještenog u Königsbergu kojim je zapovijeda do veljače 1919. kada podnosi ostavku.

Johannes von Eben preminuo je 30. lipnja 1924. godine u 69. godini života u Baudittenu (danas Budwity u Poljskoj).

## Vanjske poveznice
(engl.) Johannes von Eben na stranici Prussianmachine.com

(njem.) Johannes von Eben na stranici Deutschland14-18.de
| Prethodnik:          | Zapovjednik 9. armije Johannes von Eben | Nasljednik:     |
| Erich von Falkenhayn | Zapovjednik 9. armije Johannes von Eben | Fritz von Below |

| Prethodnik:     | Zapovjednik Armijskog odjela A Johannes von Eben | Nasljednik: |
| Bruno von Mudra | Zapovjednik Armijskog odjela A Johannes von Eben | nitko       |